# Fiat Type 1
La FIAT Tipo 1, aussi connue sous le nom 12-15 HP, est un véhicule automobile fabriqué par le constructeur italien F.I.A.T. de 1910 à 1915.
En 1910, FIAT renouvelle entièrement sa gamme de voitures particulières et inaugure une nouvelle dénomination : "Tipo". C'est ainsi qu'apparaissent, en même temps les Tipo 1 - 2 - 3 - 4 - 5 et 6.
La "FIAT Tipo 1" est une voiture de classe populaire, équipée d'un moteur "Fiat 51" de 1 847 cm3 de cylindrée développant une puissance de 15 ch. Elle est déclinée en plusieurs séries :
- Tipo 1 - Son moteur à 4 cylindres inaugure une nouvelle formule jusqu'alors jamais expérimentée auparavant, le monobloc, selon un brevet d'une illustre marque italienne aujourd'hui disparue : Aquila Italiana. 2 521 exemplaires de cette série sont fabriqués entre 1910 et 1912[2].
- Tipo 1 Fiacre - fabriquée à 961 exemplaires.
- Tipo 1A - présentée en 1912, c'est une évolution de la Tipo 1. Elle garde le même moteur que la Tipo 1 mais sa puissance est portée à 18 ch. 1 373 exemplaires ont été produits jusqu'à l'entrée en guerre de l'Italie en 1915.
- Tipo 1T - présentée en 1920 et fabriquée à 1 316 exemplaires jusqu'en 1922. Destinée spécialement aux taxis, elle sera une voiture très recherchée non seulement en Italie mais aussi à l'étranger, la Fiat 1 T a équipé notamment les flottes de Londres, New York et Paris.

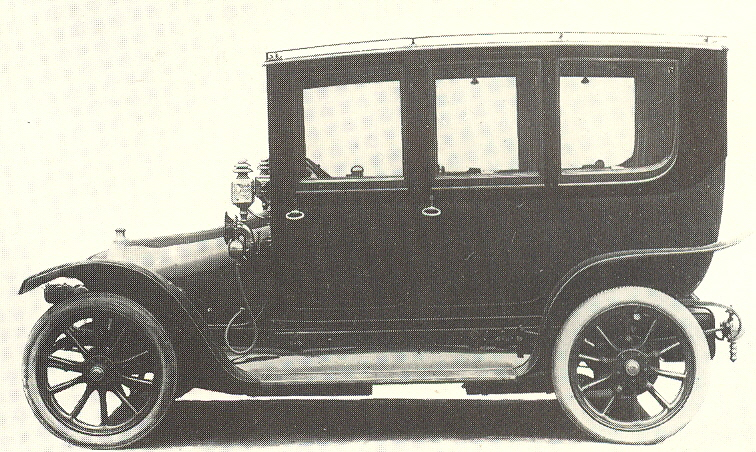
Fiat Tipo 1

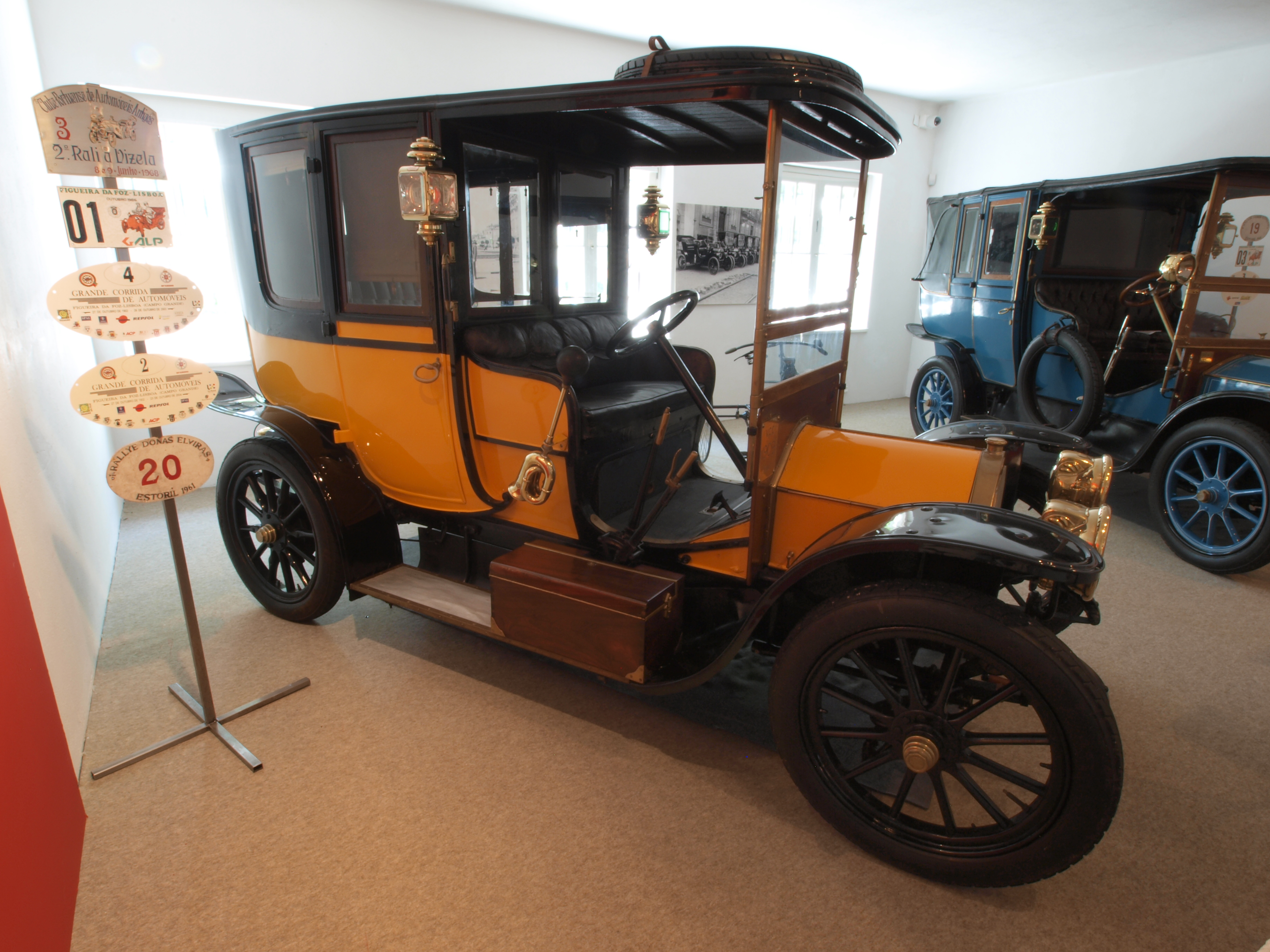
Fiat Tipo 1

## La FIAT 14/16 HP autrichienne
En 1907, le constructeur italien FIAT donne naissance à une filiale, la première à l'étranger, « FIAT-Werk AG Wien », plus connue sous le nom Austro-FIAT, à Vienne, alors capitale de l'Autriche-Hongrie. L'usine, implantée au numéro 72 de la Brünnerstrasse débute la production en avril 1908 et commence par assembler les premiers véhicules appelés Fiat 14/16 HP, clones de la Fiat Tipo 1, à partir d'éléments livrés d'Italie puis, progressivement avec des composants locaux. Le nombre de véhicules produits est inconnu.

## Les dérivés utilitaires 1F
Comme le constructeur italien l'avait fait depuis ses débuts, dès 1911, il dériva de cette voiture au châssis très robuste, une variante fourgonnette baptisée Tipo 1F qui sera déclinée en 3 versions successives. La charge utile était de 520 kg. Ce véhicule agile était la solution idéale pour les services de proximité. Le service des Postes britanniques en achètera plusieurs dizaines d'exemplaires.
Dès 1912, la Tipo 1F qui restera en fabrication jusqu'en 1915, sera secondée par la Tipo 2F, modèle plus puissant et avec 1.000 kg de charge utile, qui restera en production jusqu'en 1921.